# Steffen Meyer (Ministerialbeamter, 1968)
Steffen Meyer (* 26. Oktober 1968 in Nürnberg) ist ein deutscher Ökonom und politischer Beamter. Seit November 2024 ist er Staatssekretär im Bundesministerium der Finanzen.

## Leben
Meyer legte 1987 am Rhön-Gymnasium Bad Neustadt das Abitur ab. Daraufhin studierte er von 1988 bis 1994 Volkswirtschaftslehre an der Julius-Maximilians-Universität Würzburg und an der Georgia College & State University in Milledgeville. Anschließend war er wissenschaftlicher Mitarbeiter am Lehrstuhl für Finanzwissenschaft von Werner Noll an der Universität Würzburg. 1999 schloss er an der dortigen Wirtschaftswissenschaftlichen Fakultät das Promotionsverfahren mit summa cum laude ab. Von 1999 bis 2011 war er im Bundesfinanzministerium tätig, unter anderem von 2005 bis 2008 als Büroleiter des Ministers Peer Steinbrück (SPD) und von 2008 bis 2011 als Referatsleiter für Weltwirtschaft. Von 2011 bis 2019 war er für den Internationalen Währungsfonds tätig, ab 2016 als Direktor für Deutschland. 2019 kehrte er ins Bundesfinanzministerium zurück, wo er zunächst Leiter des Referats Umwelt, Nachhaltigkeit, Energieeffizienz und Telekommunikation sowie von 2020 bis 2021 Unterabteilungsleiter für Grundsatzfragen einzelner Wirtschaftsbereiche/Sozialstaat war. Von 2022 bis 2024 leitete er die Abteilung Wirtschafts-, Finanz- und Klimapolitik im Bundeskanzleramt unter Bundeskanzler Olaf Scholz (SPD).
Nach der Entlassung von Bundesminister Christian Lindner (FDP) und der Ernenneung von Bundesminister Jörg Kukies (SPD) im November 2024 wurde Meyer von Kukies, der schon zuvor im Bundeskanzleramt sein Vorgesetzter war, zum Staatssekretär im Bundesministerium der Finanzen ernannt. Dieses Amt behielt er auch unter Bundesminister Lars Klingbeil (SPD) im Rahmen der Bildung des Kabinetts Merz. Seine Zuständigkeit liegt dabei in finanzpolitischen und volkswirtschaftlichen Grundsatzfragen, dem Bundeshaushalt sowie Privatisierungen, Beteiligungen und Bundesimmobilien.

## Schriften
- Zwischenstaatliche Finanzzuweisungen im zusammenwachsenden Europa. Zur Gestaltung eines Finanzausgleichs für die Europäische Union. Lang, Frankfurt am Main [u. a.] 2000, ISBN 3-631-36077-0 (Zugleich: Dissertation, Universität Würzburg, 1999).
- mit Jakob von Weizsäcker und Holger Fabig: Unternehmenshilfen in der Coronakrise. Ein Zwischenstand. In: Vierteljahrshefte zur Wirtschaftsforschung. Band 90, Nr. 3, 2021, S. 59–94, doi:10.3790/vjh.90.3.59.